# La voix est libre
'La voix est libre" ("A voz é livre") foi a canção que representou a Bélgica no Festival Eurovisão da Canção 1995 que se realizou a 13 de maio de 1995, em Dublin, na Irlanda.
A referida canção foi interpretada em francês por Frédéric Etherlinck. Foi a décima-quarta canção a ser interpretada na noite do festival, a seguir à canção húngara "Új név a régi ház falán", interpretada por Csaba Szigeti e antes da canção britânica "Love City Groove", interpretada pela banda Love City Groove. Terminou a competição em vigésimo lugar, tendo recebido 8 pontos. No ano seguinte, em 1996, a Bélgica fez-se representar com a canção "Liefde is een kaartspel"., interpretada por Lisa del Bo.

## Autores
A canção tinha letra e música de Pierre Theunis e foi orquestrada por Alec Mansion.
A canção é uma balada motivadora, com o cantor lembrando os seus ouvintes que "a voz é livre de tudo" e que isto pode ajudar a ultrapassar os aspetos negativos do mundo.

## Top de vendas
| Top (1995)                  | Posição |
| --------------------------- | ------- |
| Belgium (Ultratop Wallonia) | 21      |